# Vanderentiellus ennychius
Vanderentiellus ennychius är en stekelart som beskrevs av Marsh 2002. Vanderentiellus ennychius ingår i släktet Vanderentiellus och familjen bracksteklar. Inga underarter finns listade i Catalogue of Life.